# Sonja McCaskie
Sonja McCaskie, née le 19 février 1939 à Elgin au Royaume-Uni et morte le 5 avril 1963 à Reno au Nevada; est une skieuse alpine britannique ayant participé aux Jeux olympiques d'hiver de 1960.

## Biographie

### Carrière
Née à Elgin en Ecosse, Sonja s'installe dans le Nevada afin de mener une carrière de skieuse de haut-niveau. En 1960, elle participe aux Jeux olympiques d'hiver à Squaw Valley en étant la seule femme de la délégation britannique. Elle y concourt en slalom géant et termine 40e de l'épreuve.
Après sa carrière sportive, elle reste vivre dans la région et s'installe dans un duplex au 2640 sur Yori Avenue et travaille comme secrétaire dans la Blue Ribbon Meat Company en semaine et monitrice de ski le weekend. Elle se marie et a deux enfants avant de divorcer peu après.

### Mort
Le 5 avril 1963 au soir, Sonja ne se présente pas chez la babysitter pour chercher son plus jeune fils alors que le plus grand passe la soirée chez un ami. Alertée, la police locale se rend au domicile de la jeune femme et la retrouvent enfermée dans une malle en cèdre, décapitée, démembrée et mutilée.
L'agent Mort Ammerman qui découvrit le corps déclarera plus tard : « C’est le pire meurtre sur lequel je n’ai jamais enquêté. Et j’ai eu 150 cas… ». Outre la brutalité du crime, des photos volées de la scène de crime sortiront dans la presse et entretiendront un climat de peur dans la région.
Un lycéen de 18 ans nommé Thomas Lee Bean est arrêté huit jours plus tard après avoir mis en gage un appareil photo volé sur les lieux du crime. Face aux enquêteurs il avoue le crime, précise avoir choisi Sonja au hasard et qu'il rêvait de violer et de tuer une femme depuis son enfance.
Le 8 juillet 1963, Thomas Lee Bean est reconnu coupable du meurtre et condamné à la peine capitale. En 1972, les exécutions sont suspendues dans l’État du Nevada et sa peine est commuée en prison à vie sans possibilité de libération conditionnelle.